# John Crichton-Stuart, 2. Marquess of Bute

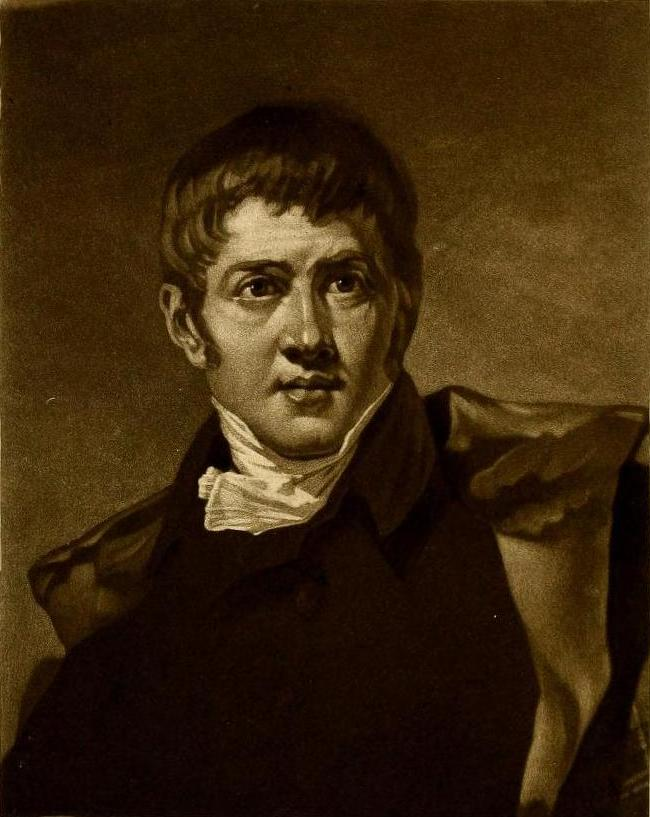
John Crichton-Stuart, 2. Marquess of Bute, Porträt nach Henry Raeburn um 1822

John Crichton-Stuart, 2. Marquess of Bute (geb. Stuart, * 10. August 1793 in Dumfries House; † 18. März 1848 in Cardiff Castle) war ein britischer Adliger, Industrieller und Politiker. Aufgrund seiner Investitionen gilt er als der Schöpfer des modernen Cardiff.

## Herkunft und Jugend
John Crichton-Stuart entstammte einer alten Nebenlinie des Hauses Stuart. Er wurde als John Stuart als ältester Sohn von John Stuart, Viscount Mount Stuart, dem ältesten Sohn von John Stuart, 1. Marquess of Bute, und dessen Frau Lady Elizabeth McDowall-Crichton, dem einzigen Kind von Patrick McDowall-Crichton, 6. Earl of Dumfries und dessen Frau Margaret Crauford, geboren. Sein Vater starb bereits am 22. Januar 1794, und nach dem Tod seiner Mutter am 25. Juli 1797 war er bereits mit drei Jahren Vollwaise, so dass er auf den Besitzungen seines Großvaters väterlicherseits aufwuchs. Nach dem Tod seines Großvaters mütterlicherseits erbte er 1803 den Titel Earl of Dumfries, weshalb er 1805 seinen Nachnamen in Crichton-Stuart änderte. Er besuchte das Eton und Christ’s College der Universität Cambridge. In Cambridge war John Kaye, der spätere Bischof von Lincoln, sein Tutor, der in stark beeinflusste. 1812 machte er seinen Abschluss als Master of Arts.

## Wirtschaftliche Betätigung
Nach dem Tod seines Großvaters väterlicherseits erbte er 1814 den Titel Marquess of Bute und die dazugehörenden nachgeordneten Titel. Durch das Erbe seiner beiden Großväter war er ein bedeutender Großgrundbesitzer geworden, dem über 400 km2 Grundbesitz in England, Schottland und Wales gehörten. Auf seinem Grundbesitz lagen die Dowlais Ironworks und die Kohlebergwerke von Merthyr Tydfil in Südwales. Crichton-Stuart begann mit dem Ausbau des Hafens von Cardiff, das um 1800 noch eine wenig mehr als 1500 Einwohner zählende Kleinstadt war. Sein Großvater, der 1. Marquess of Bute, hatte bereits durch den Bau des Glamorganshire Canal Cardiff mit dem  Steinkohlerevier von Merthyr Tydfil verbunden. Stuart ließ in Cardiff die groß angelegten Bute Docks errichten, die 1839 eröffnet wurden. Durch diese Hafenbecken wurde Cardiff in der Folgezeit zum weltweit bedeutendsten Exporthafen für Kohle. Infolge der Industrialisierung wurde die Stadt in den 1870er Jahren zur größten Stadt von Wales, so dass Crichton-Stuart heute als Schöpfer der heutigen Stadt gilt.

## Politische Betätigung
Durch die Gewinne, vor allem aus dem Betrieb des Hafens, wurde Crichton-Stuart zu einem der reichsten Männer Großbritanniens. Er war mit Wellington befreundet und unterstützte diesen in seiner Haltung zur Katholikenemanzipation, zur Wahlrechtsreform von 1832 und zu den Corn Laws. In Cardiff Castle ließ er den nach dem Tod seines Vaters 1794 abgebrochenen Ausbau des Herrenhauses bis 1818 von Robert Smirke abschließen, unternahm aber darüber hinaus keine weiteren Ausbauten. Ab 1816 ließ er Ausgrabungen und Restaurierungen in Rothesay Castle vornehmen. Ab 1815 war er Lord Lieutenant von Bute und Glamorgan und Colonel der Miliz von Glamorgan. 1818 wurde er Fellow of the Royal Society. 1834 wurde ihm die Ehrendoktorwürde der Universität Oxford verliehen. Ab 1838 gehörte er der Society of Antiquaries of London an. Von 1842 bis 1846 war er Lord High Commissioner to the General Assembly of the Church of Scotland. 1843 wurde er in den Distelorden aufgenommen.

## Familie, Tod und Nachkommen
Crichton-Stuart heiratete am 29. Juli 1818 Maria North, die älteste Tochter von George North, 3. Earl of Guilford und von dessen erster Frau Maria Frances Hobart. Die Ehe blieb kinderlos. Nach ihrem Tod am 11. September 1841 heiratete er am 10. April 1845 Sophia Rawdon-Hastings, eine Tochter von Francis Rawdon-Hastings, 1. Marquess of Hastings und von dessen Frau Flora Mure-Campbell, Countess of Loudoun. Aus seiner zweiten Ehe hatte er einen Sohn, John Patrick Crichton-Stuart. Er starb plötzlich im Alter von 54 Jahren und wurde neben seiner ersten Ehefrau Maria in Kirtling in Cambridgeshire begraben. Sein Erbe wurde sein erst sechs Monate alter Sohn John Patrick.